# Chim lam cánh đen
Chim lam cánh đen, tên khoa học Grandala coelicolor, là một loài chim thuộc họ Muscicapidae. Loài này được tìm thấy ở Bhutan, Trung Quốc, Ấn Độ, Myanma, và Nepal.

## Gallery

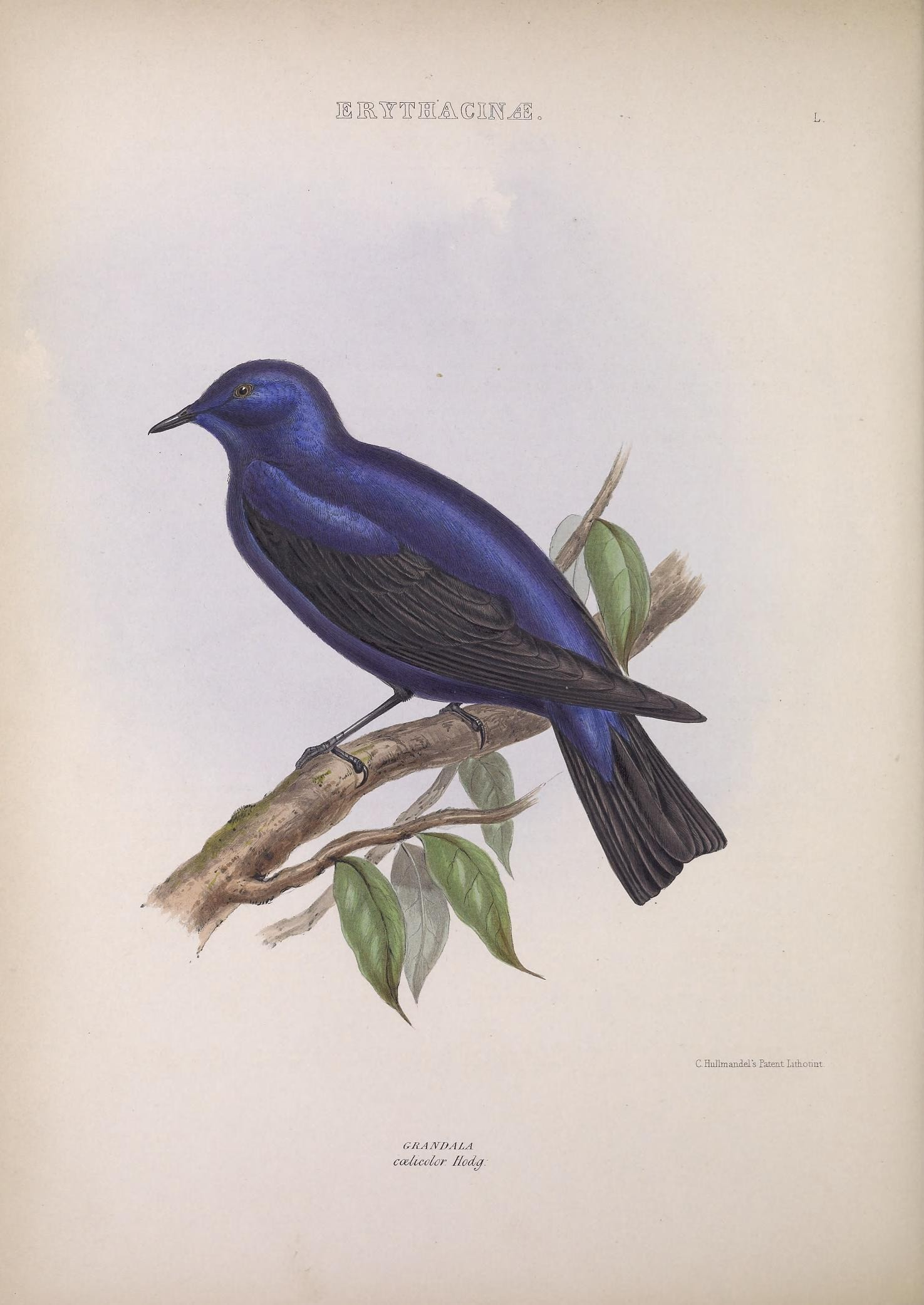
Illustration of male bird from The genera of birds, c. 1849
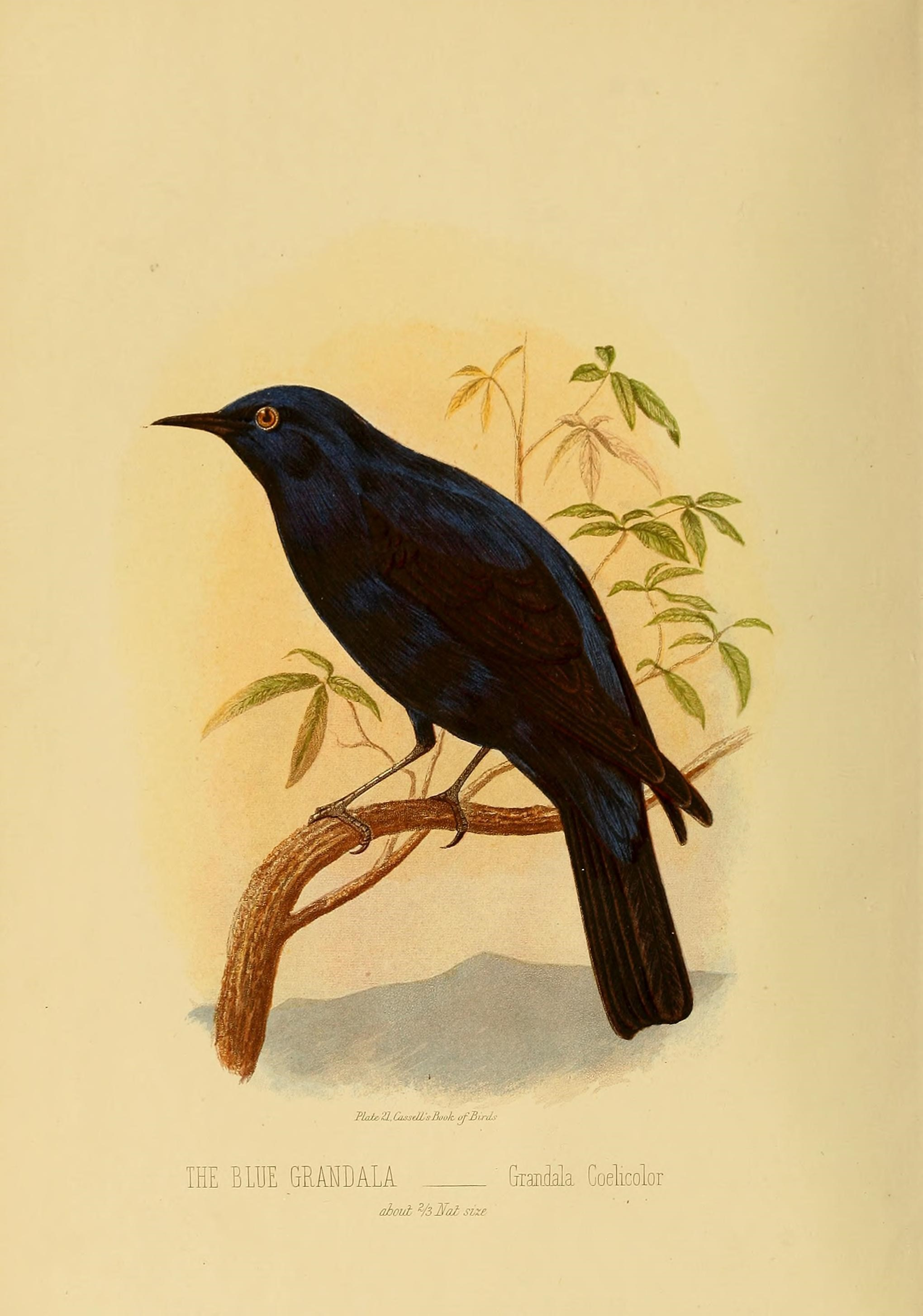
Illustration from Cassell's Book of Birds, c. 1875
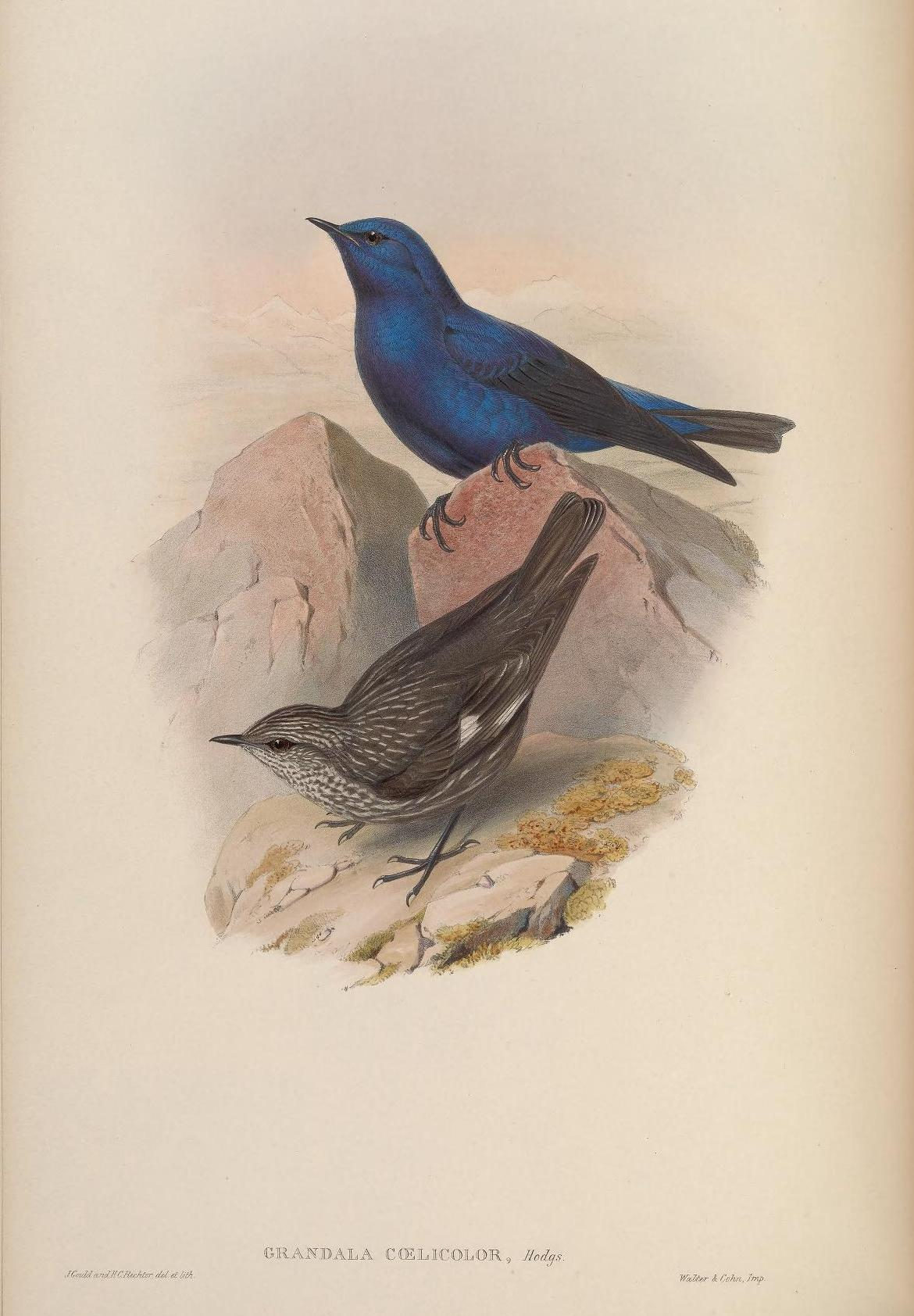
Illustration by John Gould, c. 1850s
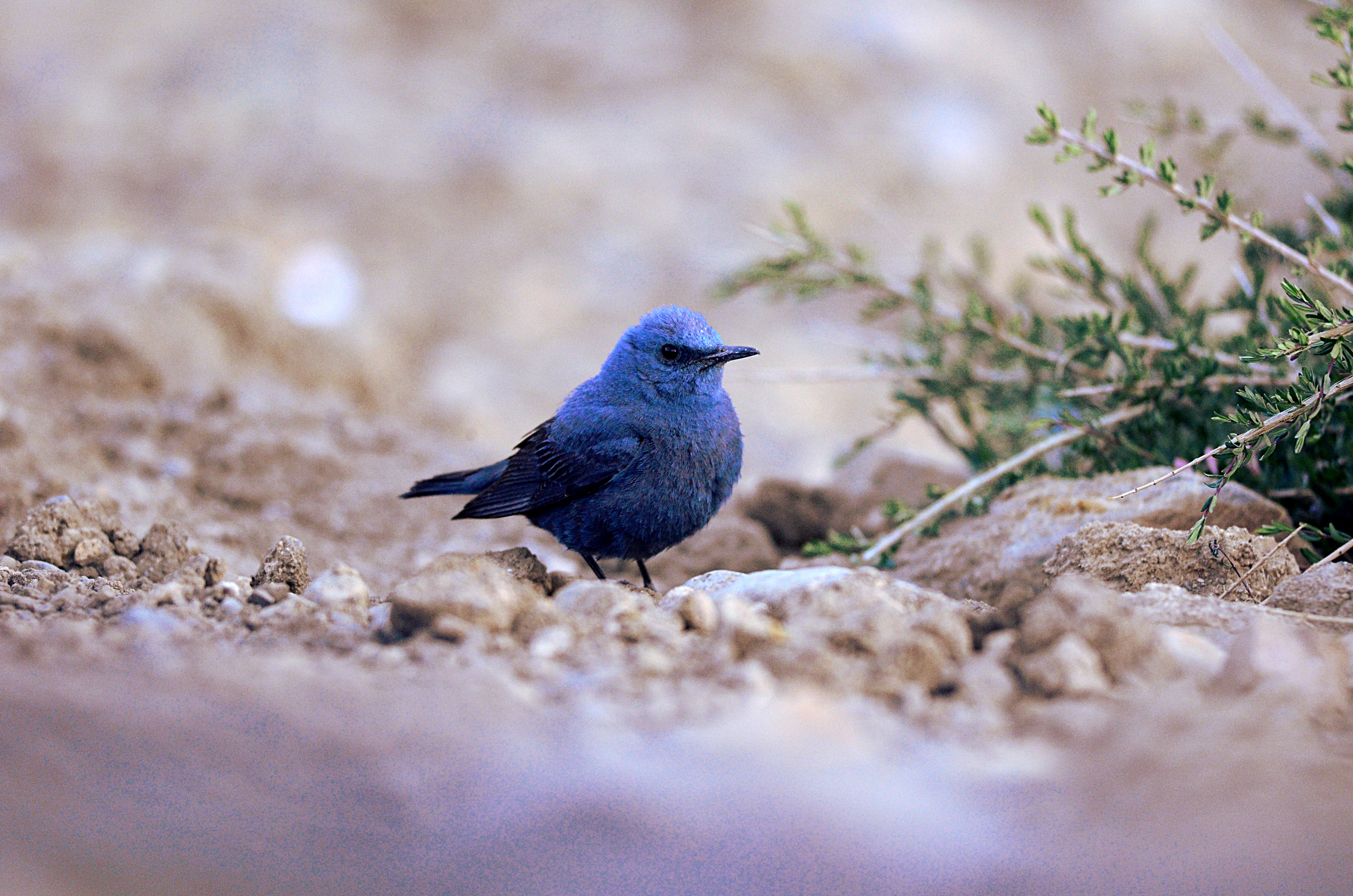
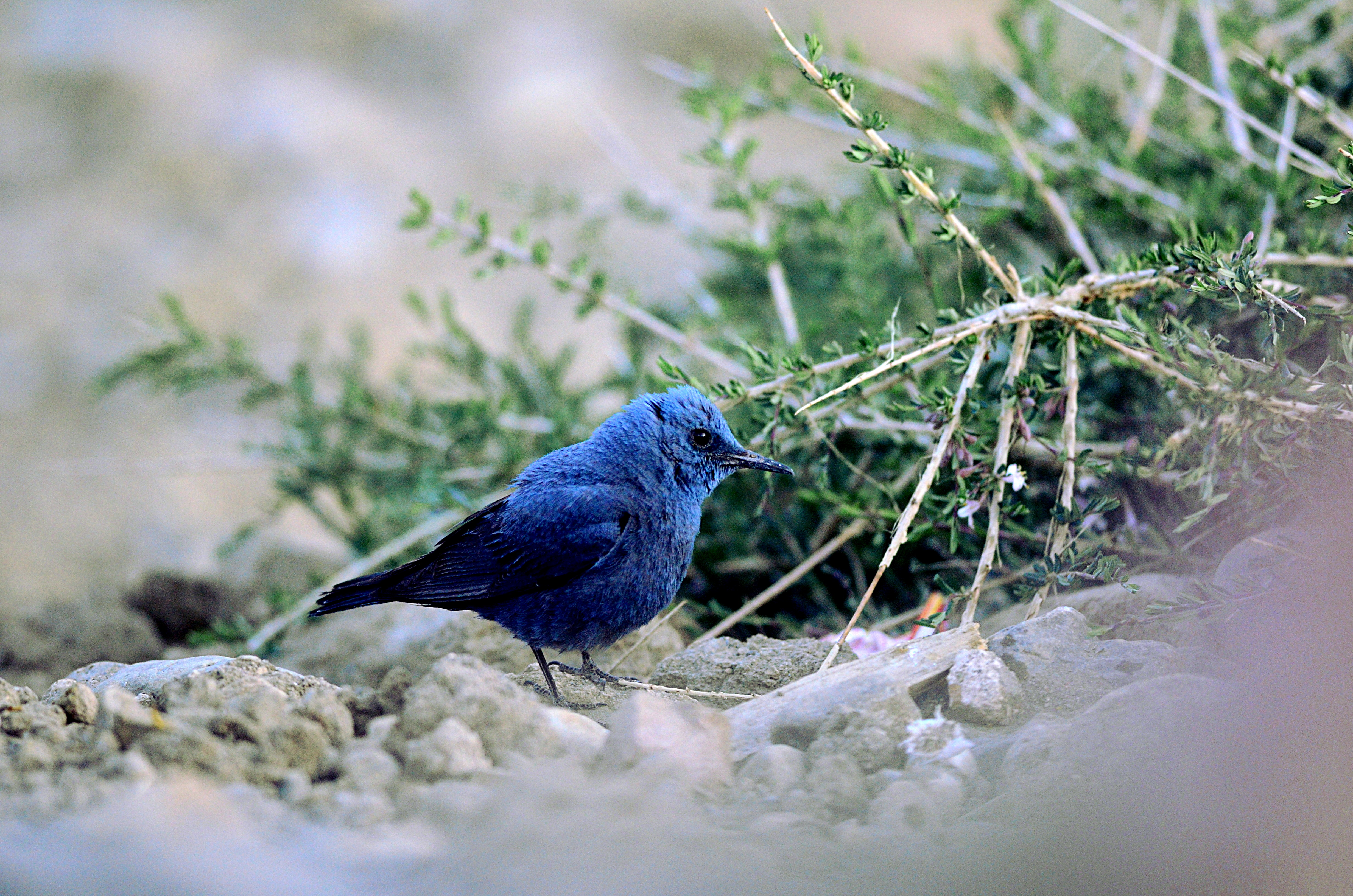
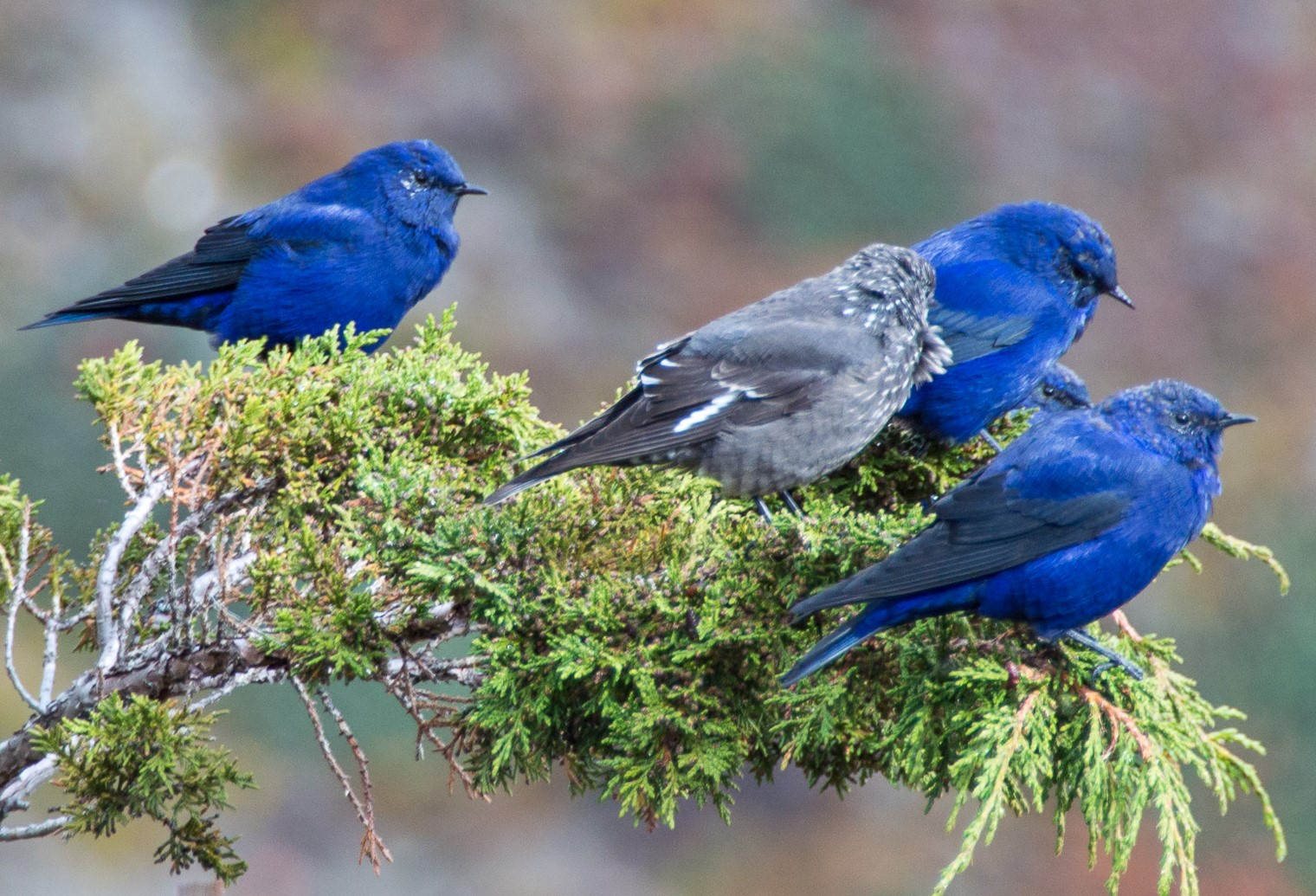
Three blue males and a grey female of Grandalas